# Laroppia petiolata
Laroppia petiolata är en kvalsterart som först beskrevs av Wallwork 1977.  Laroppia petiolata ingår i släktet Laroppia och familjen Oppiidae. Inga underarter finns listade i Catalogue of Life.